# Aniceto Guterres Lopes
Aniceto Longuinhos Guterres Lopes (Maliana, 16 de Abril de 1967) é um advogado e ativista dos direitos humanos timorense, que vive atualmente na capital do seu país, Díli. É um dos principais nomes da Administração Transitória das Nações Unidas em Timor-Leste e recebeu o título de líder emergente pelo Prémio Ramon Magsaysay em 2003.

## Vida pessoal
Guterres Lopes nasceu em Maliana, cidade de Bobonaro, a 16 de abril de 1967. Sua família fugiu de Timor-Leste para Builalu, na Indonésia, a 7 de dezembro de 1975 para escapar das tropas indonésias que invadiram seu país. A seu regresso, um ano depois, descobriu que sua aldeia de Tapo foi destruída; estudou Direito na Universidade Udayana em 1985 depois de obter uma bolsa de estudos pelo governo timorense.

## Carreira ativista
Enquanto estudava na Indonésia, Lopes entrou para a Resistência Nacional dos Estudantes Timorenses (RENETIL) em 1989 e se engajou, transmitindo à população do seu país a informação política. Em 1991, voluntariou-se a trabalhar para uma organização não-governamental em Díli. De 1992 a 1996, Lopes serviu como o secretário-geral da Fundação de Agricultura e Desenvolvimento de Timor-Leste (ETAFED).
Numa sessão especial do Conselho de Direitos Humanos das Nações Unidas em 1999, Lopes falou sobre os problemas que ele e outros timorenses encontraram durante a ocupação da Indonésia em Timor-Leste. Ressaltou que a milícia indonésia destruiu sua casa e escritório em setembro daquele ano; além disso, mencionou que vinha recebendo ameaças de morte por causa da sua posição política como advogado e ativista dos direitos humanos.
Aniceto Guterres Lopes também foi empossado presidente da Administração Transitória das Nações Unidas em Timor-Leste (UNTAET), organização a qual criou e organizou a Comissão de Acolhimento, Verdade e Reconciliação em 2002, responsável pela análise de casos de abuso dos direitos humanos durante a invasão indonésia no país asiático. Em 2003, o ativista timorense foi condecorado como "líder emergente" por sua "posição corajosa em favor da justiça" pelo Prémio Ramon Magsaysay.